# 香月わかな
香月 わかな （かづき わかな、1994年〈平成6年〉10月26日 - ）は、日本のタレント、元グラビアモデル、元レースクイーン。
愛知県岡崎市出身。愛称は、づっきー。

## 来歴
2017年からワンエイトプロモーションに所属し、同年のスーパー耐久に「Adenauレーシングガールズ」としてスポット参加。翌2018年、4年間務めた山村ケレールから引き継ぎ、グッドスマイルレーシング「レーシングミクサポーターズ」のメンバーとなる。同年の日本レースクイーン大賞では、新人部門のファイナリストに選ばれたが、新人グランプリ受賞はならなかった。
2019年、ミクサポメンバーを月愛きららとらいなに譲り、SUPER GT「apr Victoriaレースクイーン」とスーパー耐久「MPエンジェル」を兼任。2020年と2021年も引き続きaprのレースクイーンとしてSUPER GTに携わる一方、2020年9月には『ミスヤングチャンピオン2020』でグランプリを受賞。この賞をレースクイーン経験者が受賞するのは史上初のことであった。
2022年3月31日をもってワンエイトプロモーションを退所。同月25日 - 27日の東京モーターサイクルショー・OHLINSブースのモデル出演がワンエイト所属者としての最後の仕事となった。
2022年9月16日、同年内に2歳年上の会社員の男性と結婚したことをこの日のTwitterで報告した。

## 人物
- 趣味はお香集め、モノマネ[雑誌 1]。
- 好きな食べ物は杏仁豆腐[雑誌 2]、サバ缶[雑誌 1]。
- まつ毛の長さがチャームポイントである[雑誌 1]。
- 2015年のMobil1レースクイーンだった日吉晶羅を理想のRQに挙げている[雑誌 2]。

## 活動

### レースクイーン
| 年     | カテゴリー            | チーム名                                                | 他メンバー                     | 備考                               |
| ------ | --------------------- | ------------------------------------------------------- | ------------------------------ | ---------------------------------- |
| 2017年 | スーパー耐久          | Adenauレーシングガールズ                                | 浅香ななみ                     | 第5戦と第6戦（最終戦）のみ参加     |
| 2018年 | SUPER GT              | グッドスマイルレーシング 「レーシングミクサポーターズ」 | 荒井つかさ 鈴菜 宮越愛恵       | [ 5 ] [ 雑誌 2 ]                   |
| 2019年 | SUPER GT              | apr Victoriaレースクイーン                              | アンジュ                       | [ 雑誌 1 ]                         |
| 2019年 | スーパー耐久          | MP Racing 「MPエンジェル」                              | 今井みどり 宮瀬七海 雪音まりな | [ 雑誌 3 ]                         |
| 2020年 | SUPER GT              | apr Victoria レースクイーン                             |                                | コスチュームのスポンサーは豊田通商 |
| 2020年 | スーパー耐久          | Floral Racing with UEMATSU 「フローラルパンサーズ」     | 真木しおり                     | [ 11 ]                             |
| 2021年 | SUPER GT スーパー耐久 | apr Victoria レースクイーン                             | 藤田香澄                       | [ 12 ]                             |

### イベント出演
| イベント名                             | 出演年 | 出演ブース                   | 備考                                                           |
| -------------------------------------- | ------ | ---------------------------- | -------------------------------------------------------------- |
| 東京モーターショー JAPAN MOBILITY SHOW | 2017年 | 三菱ふそうトラック・バス     | [ 13 ]                                                         |
| 東京モーターショー JAPAN MOBILITY SHOW | 2023年 | オーリンズ                   | 朝倉咲彩、前田星奈と共演                                       |
| 東京オートサロン                       | 2018年 | グッドイヤー                 | 沙倉しずか、大津リサ、荒井つかさ、あやきいく、阿比留夏海と共演 |
| 東京オートサロン                       | 2019年 | アドヴィックス               | 河瀬杏美と共演                                                 |
| 東京オートサロン                       | 2020年 | アドヴィックス               | 斎藤みどり、藤井マリー、藤田香澄、浅香ななみと共演             |
| 東京オートサロン                       | 2022年 | オーリンズ                   | 朝倉咲彩と共演                                                 |
| 東京ゲームショウ                       | 2017年 | サムスン電子                 | [ 14 ] [ 15 ]                                                  |
| 東京ゲームショウ                       | 2018年 | サムスン電子                 | [ 14 ] [ 15 ]                                                  |
| 東京ゲームショウ                       | 2020年 | Xperia presents 恋のぺり騒ぎ | 霧島聖子、西井綾音、鈴木葵と出演                               |
| 東京ゲームショウ                       | 2021年 | Xperia presents 恋のぺり騒ぎ | 荒井つかさ、宮越愛恵、水谷望愛と出演                           |
| 東京ゲームショウ                       | 2022年 | Xperia presents 恋のぺり騒ぎ | 荒井つかさ、有栖未桜、高勢ゆなと出演                           |
| 東京モーターサイクルショー             | 2019年 | ランブレッタ                 |                                                                |
| 東京モーターサイクルショー             | 2022年 | オーリンズ                   | 朝倉咲彩と共演                                                 |